# Rugby Europe Championship 2018
El Rugby Europe Championship de 2018 fue la segunda edición de la principal competición de rugby en Europa después del Torneo de las Seis Naciones. Georgia, Alemania, Rusia, España y Bélgica compitieron por el título.

## Clasificación
| Pos. | País     | Encuentros | Encuentros | Encuentros | Encuentros | Tantos  | Tantos    | Tantos     | Puntos Bonus | Puntos |
| Pos. | País     | jugados    | ganados    | empatados  | perdidos   | a favor | en contra | diferencia | Puntos Bonus | Puntos |
| ---- | -------- | ---------- | ---------- | ---------- | ---------- | ------- | --------- | ---------- | ------------ | ------ |
| 1    | Georgia  | 5          | 5          | 0          | 0          | 188     | 35        | +153       | 4            | 24     |
| 2    | Rusia    | 5          | 2          | 0          | 3          | 142     | 84        | +58        | 1            | 11     |
| 3    | Alemania | 5          | 0          | 0          | 5          | 34      | 359       | +325       | 0            | 0      |
| 4    | Bélgica  | 5          | 2          | 0          | 3          | 106     | 182       | -76        | 1            | -1     |
| 5    | España   | 5          | 3          | 0          | 2          | 146     | 74        | +72        | 1            | -7     |
| 6    | Rumania  | 5          | 3          | 0          | 2          | 198     | 80        | +118       | 0            | -11    |

Nota: Se otorgan 4 puntos al equipo que gane un partido, 2 al que empate y 0 al que pierda
Puntos Bonus: 1 punto por convertir 4 tries o más en un partido (BO) y 1 al equipo que pierda por no más de 7 tantos de diferencia (BD).

Nota 2: Los seleccionados de Bélgica, España y Rumania, sufrieron la perdida de puntos debido a la alineación indebida de jugadores, quedando fuera de competencia en la búsqueda de la clasificación a la Copa Mundial de Rugby de 2019.

## Resultados

### Primera fecha
| 10 de febrero | Georgia | 47 - 0 | Bélgica | AIA Arena, Kutaisi |  |

| 10 de febrero | Rusia | 13 - 20 | España | Kuban Stadium, Krasnodar |  |

| 10 de febrero | Rumania | 85 - 6 | Alemania | Cluj Arena, Cluj |  |

### Segunda fecha
| 17 de febrero | Rusia | 48 - 7 | Bélgica | Kuban Stadium, Krasnodar |  |

| 17 de febrero | Alemania | 0 - 64 | Georgia | Sparda-Bank-Hessen-Stadion, Offenbach am Main |  |

| 19 de febrero | España | 22 - 10 | Rumania | Estadio Nacional Complutense, Madrid |  |

### Tercera fecha
| 3 de marzo | Georgia | 23 - 10 | España | Mikheil Meskhi Stadium, Tbilisi |  |

| 3 de marzo | Rumania | 25 - 15 | Rusia | Cluj Arena, Cluj |  |

| 3 de marzo | Bélgica | 69 - 15 | Alemania | Nelson Mandela Sports Centre, Bruselas |  |

### Cuarta fecha
| 10 de marzo | Rumania | 62 - 12 | Bélgica | Stadionul Municipal, Buzău |  |

| 10 de marzo | Rusia | 9 - 29 | Georgia | Kuban Stadium, Krasnodar |  |

| 11 de marzo | España | 84 - 10 | España | Estadio Nacional Complutense, Madrid |  |

### Quinta fecha
| 18 de marzo | Georgia | 25 - 16 | Rumania | Boris Paichadze Dinamo Arena, Tbilisi |  |

| 18 de marzo | Alemania | 3 - 57 | Rusia | Sportpark Höhenberg, Köln |  |

| 18 de marzo | Bélgica | 18 - 10 | España | King Baudouin Stadium, Bruselas |  |

| Bandera de Georgia |
| Campeón Georgia    |
| Décimo título      |

## Playoff Ascenso/Descenso
| 10 de noviembre | Rumania | 36 - 6 | Portugal | Stadionul Lascăr Ghineț, Baia Mare |  |